# 가시생쥐속
가시생쥐속(Acomys)은 쥐과에 속하는 설치류 속의 하나이다. 생쥐속에 속하는 쥐의 겉모습을 닮은 가시생쥐류는 털이 없는 비늘 꼬리를 가진 작은 포유류이다. 그러나 몸에는 보통 고슴도치의 가시처럼 빳빳한 보호 털을 가지고 있다. 가시생쥐라는 통용명은 이와 같은 특징때문에 붙여진 이름이다. 겉모습이 생쥐속(Mus)을 닮았음에도 불구하고, 유전학적 연구 결과는 아프리카가시생쥐류가 생쥐속보다는 저빌과 더 가까운 종류임을 시사하고 있다.

## 하위 종
| - 서사하라가시쥐 (A. airensis) - 카이로가시쥐 (A. cahirinus) - 추도우가시쥐 (A. chudeaui) - 아시아작은가시쥐 (A. cilicicus) - 회색가시쥐 (A. cineraceus) - 동부가시쥐 (A. dimidiatus) - 붉은가시생쥐 (A. ignitus) | - 요한가시쥐 (A. johannis) - 켐프가시쥐 (A. kempi) - 루이즈가시쥐 (A. louisae) - 크레타가시쥐 (A. minous) - 물라가시쥐 (A. mullah) - 무제가시쥐 (A. muzei) - 키프로스가시쥐 (A. nesiotes) | - 응구루가시쥐 (A. ngurui) - 퍼시벌가시쥐 (A. percivali) - 황금가시쥐 (A. russatus) - 쇠라가시쥐 (A. seurati) - 남아프리카가시쥐 (A. spinosissimus) - 케이프가시쥐 (A. subspinosus) - 윌슨가시쥐 (A. wilsoni) |